# University of Arkansas – Fort Smith
Die University of Arkansas - Fort Smith (UAFS) ist eine staatliche Universität in Fort Smith im Westen des US-Bundesstaates Arkansas. Die Universität ist mit 7587 Studenten die fünftgrößte Hochschule in Arkansas. Sie ist ein Standort des University of Arkansas System.

## Geschichte
Die Universität wurde 1928 als Fort Smith Junior College gegründet, änderte ihren Namen in Westark Community College im Februar 1972, in Westark College im Februar 1998 und nahm ihren heutigen Namen im Januar 2002 an.